# Argentina aliceae
El argentina alicia (Argentina aliceae) es una especie de pez marino actinopterigio. 
Puede llegar a medir a 15 cm como máximo. Se alimenta de pequeños crustáceos y es a su vez depredado por el Merluccius gayi. Es un pez marino, que habita en zonas tropicales, tales como el Océano Pacífico; desde Nicaragua a Perú. Se utiliza para elaborar harina de pez, y es inofensivo para los seres humanos.